# Georg Schlesinger
Georg Schlesinger (Berlim, 17 de janeiro de 1874 – Wembley, 6 de outubro de 1949) foi um engenheiro mecânico alemão.
Foi a partir de 1904 o primeiro titular da cátedra de máquinas-ferramenta e fabricação na "Technische Hochschule Charlottenburg", atual Universidade Técnica de Berlim. Schlesinger é considerado o fundador da investigação científica nos domínios da engenharia de produção e gestão da produção.

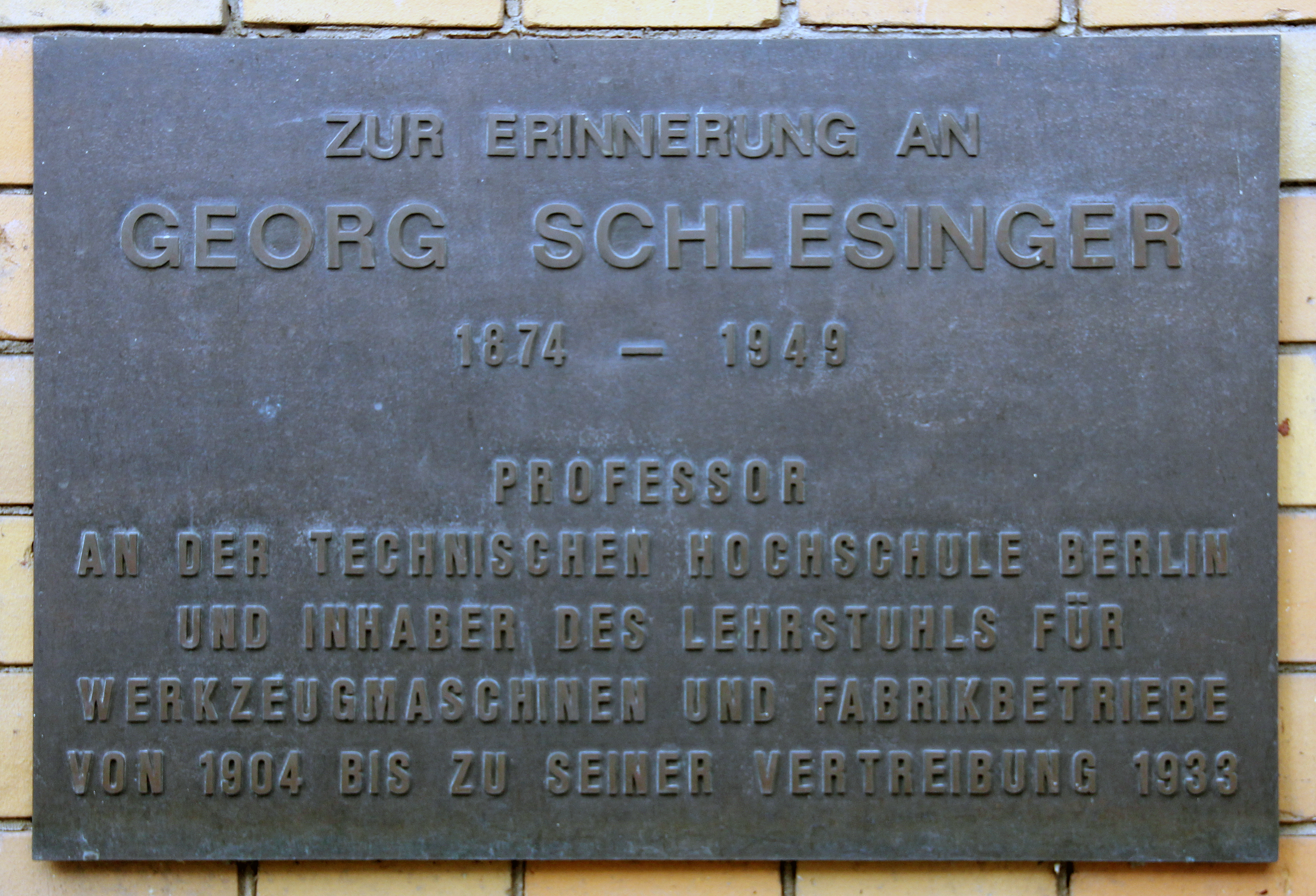
Placa comemorativa em Charlottenburg, Berlim

## Vida
Após um ano como aprendiz de mecânica (1891/1892) Schlesinger estudou engenharia mecânica na "Technische Hochschule Charlottenburg". Em 1897 trabalhou como construtor em Berlim na firma de engenharia mecânica Ludwig Loewe & Co., tornando-se em 1902 construtor chefe.
Em 26 de fevereiro de 1904 obteve um doutorado na "Technische Hochschule Charlottenburg", com a tese "Die Passungen im Maschinenbau" (Tolerâncias em Engenharia Mecânica). Sua tese foi mais tarde reeditada devido à alta demanda na indústria de acordo com o novo sistema de tolerância que surgiu depois de sua apresentação, e traduzida em diversas línguas. Em julho de 1904 foi chamado para a cátedra de máquinas-ferramenta e fabricação da "Technische Hochschule Charlottenburg".
Em 1907 instalou uma área de testes para máquinas-ferramenta. Também em 1907 fundou o periódico publicado ainda na atualidade Werkstattstechnik, do qual foi editor por longo período.
Em sua função como chefe da "Spandauer Gewehrfabrik" durante a Primeira Guerra Mundial foi responsável pelas instalações da fábrica e pelo planejamento e operação da unidade em Oberspree, próximo a Berlim. Nesta época desenvolveu também em trabalho cooperativo com o médico Ferdinand Sauerbruch próteses de braços e pernas.
Em 1917 tornou-se membro do Conselho do recém fundado Comitê de Normas Alemães, o atual Deutsches Institut für Normung (DIN).
No período da ascensão do nazismo foi submetido a duras provas por ser judeu. Acusado por desvio de fundos, espionagem industrial e traição, esteve durante 9 meses em prisão preventiva e em 1934 foi forçadamente aposentado. Como seu sucessor foi chamado seu discípulo Otto Kienzle. Em 1936 foi publicado pela editora berlinense Julius Springer sua obra em dois volumes Die Werkzeugmaschinen.
Após um período como professor visitante no Instituto Federal de Tecnologia de Zurique foi chamado pela Université Libre de Bruxelles. Em 1939 perdeu sua nacionalidade alemã. Durante a Segunda Guerra Mundial construiu e dirigiu um laboratório de máquinas-ferramenta na Universidade de Loughborough (1939–1944).
Em sua memória é concedido o Prêmio Georg Schlesinger.

## Obras selecionadas
- Psychotechnik und Betriebswissenschaft, Hirzel 1920
- Prüfbuch für Werkzeugmaschinen, Julius Springer 1927 (6. Aufl. 1955)
- Die Werkzeugmaschinen, Julius Springer 1936
- The factory, 1949